# Smuggler’s Run
Smuggler’s Run (с англ. — «Бег контрабандиста») — видеоигра в жанре аркадного автосимулятора, разработанная Angel Studios и изданная компаниями Rockstar Games и Syscom в 2000 году. Является первой частью серии Smuggler’s Run, а также одной из первых игр, разработанных для приставки PlayStation 2. В 2002 году Smuggler’s Run была портирована студией Rebellion Developments для портативной приставки Game Boy Advance.
Тематика игры строится вокруг перевозки нелегальных грузов различными контрабандистскими группировками. Действие разворачивается в трёх больших открытых локациях на границе Соединённых Штатов Америки — лесе, пустыне и заснеженной территории. Игроку предоставляются на выбор транспортные средства разных типов и три режима — «Smuggler’s Mission», «Turf War» и «Joyridin’». Помимо этого, предусмотрен многопользовательский вариант игры для двух человек с технологией разделённого экрана.
Разработка Smuggler’s Run велась параллельно с другой гоночной аркадой от Rockstar Games — Midnight Club: Street Racing. Игровая пресса в основном положительно оценила Smuggler’s Run. К достоинствам были отнесены интересный геймплей и качественная графика, но среди минусов отмечалась высокая сложность. Портированная же версия для Game Boy Advance была отрицательно воспринята из-за технических недостатков и скучных миссий. В 2001 и 2002 годах у игры соответственно вышло два сиквела — Smuggler’s Run 2: Hostile Territory и Smuggler’s Run: Warzones.

## Игровой процесс

Игрок соревнуется с другими контрабандистами по перевозке нелегального груза, что привлекло внимание пограничных служб, начавших преследование. Действие Smuggler’s Run проходит на больших, полностью открытых локациях

Smuggler’s Run представляет собой аркадный автосимулятор, выполненный в трёхмерной графике. Игроку доступны три большие американские локации, по которым предоставлена свобода передвижения — лес, пустыня и заснеженная территория. По локациям ездят машины и поезда, а также идут пешеходы и животные, которых можно сбить. Игроку предоставляются на выбор транспортные средства различных типов, например багги и SUV. Машины различаются техническими характеристиками, например ускорением и типом двигателя. При столкновениях транспортные средства получают повреждения: после ударов полоса повреждений опустошается, и если избегать дальнейших столкновений, то восстанавливается, но если полоса полностью опустеет, то двигатель на несколько секунд глохнет.
В игре присутствует три режима — «Smuggler’s Mission», «Turf War» и «Joyridin’». В «Smuggler’s Mission» игрок выполняет различные нелегальные миссии с целью стать лучшим среди международных контрабандистов. В большинстве миссий присутствуют пограничный патруль Соединенных Штатов, центральное разведывательное управление и конкурирующие контрабанды, которых следует остерегаться; если во время погони вследствие повреждений заглохнет двигатель, а служебная машина в это время коснётся игрока, то последний будет арестован. За выполнение миссий начисляются деньги: чем больше перевезено груза и чем быстрее окончено задание, тем больше денег будет получено и, как следствие, тем выше ранг в результатах заезда. В режиме «Turf War» игрок свободно участвует в одном из трёх видов заездов — «Crooks N’ Smugglers» (соревнование по перевозке нелегальных грузов с другими контрабандистами), «Loot Grab» (состязание нескольких команд по перевозке нелегальных грузов) или «Checkpoint Race» (гоночное соревнование по контрольным точкам). В обоих режимах — «Smuggler’s Mission» и «Turf War» — время на выполнение заданий ограничено, но в некоторых случаях его можно пополнять, проезжая контрольные точки. При перевозке грузов оппоненты могут отбирать его друг у друга путём касания транспортными средствами. Кроме того, при получении машиной повреждений грузу тоже наносится ущерб, вследствие чего он обесценивается. В режиме «Joyridin’» игрок выбирает желаемую локацию, транспортное средство и свободно исследует местность. Режимы «Turf War» и «Joyridin’» также доступны в многопользовательском варианте для двух игроков, который реализован с помощью технологии разделённого экрана.

## Разработка и выход игры
За разработку Smuggler’s Run была ответственна Angel Studios, а издателем выступила компания Rockstar Games; команда создателей уже имела опыт по разработке игр, где геймплейной механикой является вождение, разработав гоночную аркаду Midtown Madness и её продолжение — Midtown Madness 2 — для PC-совместимых компьютеров под управлением Windows. Smuggler’s Run унаследовала некоторые черты этих игр, в частности вождение транспортных средств в открытом мире, и создана на доработанной версии движка Midtown Madness 2 — Angel Game Engine (AGE). Однако, основной целью Smuggler’s Run является выполнение миссий по перевозке нелегальных грузов — контрабандистская деятельность; в качестве локаций вместо городов использованы большие пограничные местности, а транспортные средства, представляющие собой багги, джипы и прочие машины для езды вне дорог, являются вымышленными моделями, вследствие чего реализована возможность сбивать пешеходов и животных. По этим причинам, Smuggler’s Run получила такие возрастные ограничения, как например Teens (13+) в Северной Америке от Entertainment Software Rating Board (ESRB) и 16 от Unterhaltungssoftware Selbstkontrolle (USK) в Германии.
Большое внимание разработчики уделили физической модели транспортных средств: несмотря на аркадный стиль игры и поведение машин, транспортные средства по-разному реагируют на различные неровности и типы ландшафта, а также имеют полноценные повреждения с отлетающими деталями и возможностью вывести двигатель из строя. Локации были сделаны большими и полностью открытыми: игрок может поехать туда, куда ему захочется, в том числе во время миссий, которые происходят в пределах лишь небольшой части всей территории. С графической стороны в Smuggler’s Run тщательно проработана детализация машин, ландшафтов, анимация и рендеринг со стабильной кадровой частотой, примерно до 30 кадров в секунду.
О разработке Smuggler’s Run впервые стало известно 27 января 2000 года, и тогда проект ещё носил кодовое название Getaway; создание велось параллельно с другой игрой от Angel Studios — Midnight Club: Street Racing. Таким образом, Smuggler’s Run стала одной из первых игр для приставки PlayStation 2. Официальный анонс состоялся 15 февраля 2000 года. Однако, финальное название игры — Smuggler’s Run — было объявлено 19 апреля; оно актуально для всех регионов, кроме Японии, где игра имеет название Crazy Bump’s: Kattobi Car Battle. Smuggler’s Run демонстрировалась на выставке E3 2000. Перед выходом игры Rockstar Games провели конкурс, победители которого получали выполненные в стиле Smuggler’s Run тематические футболку, плакат, саундтрек и графический альбом. Также издательством Prima Games выпускались книги, где содержалось руководство и дополнительная информация по игре.
Выпуск Smuggler’s Run состоялся 26 октября 2000 года в Северной Америке, 10 ноября в Европе и 28 декабря в Японии. 18 мая 2001 года на выставке E3 стало известно о выпуске версии Smuggler’s Run для Game Boy Advance, над которой работала студия Rebellion Developments. В связи с техническими ограничениями портативной платформы, в ней были убраны режим «Joyridin’» и многопользовательская игра, уменьшено количество миссий и транспортных средств, а также упрощена графика. Её релиз состоялся 4 сентября 2002 года в Северной Америке и 8 ноября того же года в Европе, издателями выступили компании Destination Software и Zoo Digital соответственно.

## Музыка
Эксклюзивный саундтрек предоставлен лейблом Guidance Recordings и выполнен в жанре электронная музыка в стилях дип-хаус и тек-хаус. Музыкальное сопровождение включает треки различных композиторов, таких как Boo Williams, The Aquanuts и многих других. Ремиксами мелодий занимались Дэйв «Joey Negro» Ли и Mood to Swing, а аранжировками — Oscar G. Главная музыкальная тема игры создана Callisto. По словам представителей Rockstar Games и Guidance Recordings, они старались сделать такой саундтрек, который удачно бы сочетался с игрой и мог понравиться тем людям, которые слушают хорошую музыку: «Разнообразие и воображение, лежащие в основе звуков Guidance Recordings, создают идеальный фон для мрачного и наполненного адреналином мира Smuggler’s Run».
4 декабря 2000 года издательством EFA был выпущен оригинальный саундтрек игры на компакт-дисках.
| №                   | Название                                      | Композитор                                           | Длительность |
| ------------------- | --------------------------------------------- | ---------------------------------------------------- | ------------ |
| 1.                  | «I'll Take You Deeper»                        | NH2 + Master D                                       | 6:44         |
| 2.                  | «Freaky»                                      | Larry Heard                                          | 4:19         |
| 3.                  | «Retrospect»                                  | DJ Rasoul And McCarthy                               | 5:49         |
| 4.                  | «Can't You See The Sunshine Through The Rain» | Common Nature                                        | 6:50         |
| 5.                  | «I2 Tribes»                                   | Boo Williams                                         | 6:57         |
| 6.                  | «Karma» (Hardhouse Mix)                       | Aquanauts                                            | 6:50         |
| 7.                  | «All Praise Out»                              | Pablo                                                | 4:45         |
| 8.                  | «Callin’ Dub» (Mood II Swing Dub)             | A:xus (feat. Naomi N’ Sembi, remix by Mood II Swing) | 5:03         |
| 9.                  | «Callin’ You» (Mood II Swing Vocal)           | A:xus (feat. Naomi N’ Sembi, remix by Mood II Swing) | 5:02         |
| 10.                 | «Can’t Wait»                                  | Callisto                                             | 4:47         |
| 11.                 | «Clickwork ’91»                               | Blue Boy                                             | 4:39         |
| 12.                 | «Black Thanks» (16B Changing Shapes Mix)      | A:xus (remix by 16B)                                 | 5:05         |
| 13.                 | «Love Capsule Deluxe»                         | Fresh & Low                                          | 6:34         |
| Общая длительность: | Общая длительность:                           | Общая длительность:                                  | 73:24        |

## Оценки и мнения
| Сводный рейтинг    | Сводный рейтинг | Сводный рейтинг |
| Издание            | Оценка          | Оценка          |
| Издание            | GBA             | PS2             |
| ------------------ | --------------- | --------------- |
| GameRankings       | 38,75 %         | 80,65 %         |
| Game Ratio         | 37 %            | 77 %            |
| Metacritic         | 41/100          | 79/100          |
| MobyRank           |                 | 78/100          |
| Иноязычные издания |                 |                 |
| Издание            | Оценка          | Оценка          |
| Издание            | GBA             | PS2             |
| AllGame            | [ 30 ]          | [ 4 ]           |
| CVG                | 3/10            |                 |
| Edge               |                 | 6/10            |
| Eurogamer          |                 | 8/10            |
| Game Informer      |                 | 8,5/10          |
| GamePro            |                 | [ 34 ]          |
| GameRevolution     |                 | B-              |
| GameSpot           | 3,1/10          | 8/10            |
| GameSpy            |                 | 75/100          |
| GamesRadar+        |                 | 7,5/10          |
| IGN                |                 | 7,9/10          |
| Nintendo Power     | 2,7/5           |                 |
| OPM                |                 | 4,5/5           |
| Play (UK)          | 2/5             |                 |

Smuggler’s Run получила положительные отзывы от журналистов. На сайтах GameRankings и Metacritic средняя оценка составляет 80,65 % и 79/100 соответственно. Обозреватели хвалили игровой процесс, саундтрек и визуальное оформление, но критиковали уровень сложности и однообразие прохождения. Smuggler’s Run была номинирована на получение премии ECTS 2000 в номинации «Лучшая консольная игра», а также стала коммерчески успешной и показала достаточно высокие результаты продаж. 19 октября 2009 года редакция журнала Complex поместила Smuggler’s Run на 90-е место в списке «100 лучших видеоигр 2000-х».
Обозреватель сайта AllGame J.C. Barnes сравнил Smuggler’s Run с такими играми, как Crazy Taxi и Driver, похвалив в своём обзоре «чистую» графику, «цепляющую» музыку и весёлый геймплей, но покритиковав повторяющееся действие. Бен Стол, рецензент ресурса GameSpot, был под впечатлением от происходящего на экране экшена, красивой графики, отличного озвучивания, звуковых эффектов и музыкального сопровождения, однако всё так же минусом назвал некоторую повторяемость и слабый сюжет. «Smuggler’s Run — отличная игра с очень впечатляющим потенциалом и солидным геймплеем, чтобы поддержать её» — заключил критик. Неоднозначные впечатления остались у Тома Брамвелла, журналиста Eurogamer: ему понравились огромные и проработанные локации, а также игровой процесс (особенно в многопользовательском варианте), но к недостаткам были отнесены «странная» музыка, высокая сложность и короткое прохождение. Дуг Перри, представитель IGN, воспринял Smuggler’s Run похожим образом: графика была названа им «не ужасной, но и не впечатляющей», звуковые эффекты «отсутствующими», а миссиям короткой одиночной игры явно не хватает кат-сцен, но всё это компенсировалось весёлым геймплеем, отличной физикой и дизайном уровней, а также многопользовательской игрой. Эрик Реппен (Game Informer) посчитал графику Smuggler’s Run «великолепной», управление — отзывчивым, а многопользовательскую игру — «взрывной», хотя, по мнению журналиста, цели миссий могли бы быть намного интереснее. Критик Game-Revolution, Бен Сильвамэн, разделил эти мнения, позитивно оценив увлекательный игровой процесс, отлично сбалансированную физику и большие локации, но раскритиковав поверхностную презентацию, недостаток «глубины» и однообразие прохождения. На повторяемость миссий обратили внимание и в GamesRadar. В целом благосклонный отзыв оставил о Smuggler’s Run и J.C. Barnes (AllGame), который отметил, что графика — «чистая», музыка — запоминающаяся, а процесс игры интересен. Рецензент GameSpy, Джош Хизкок, отнёс к плюсам игры огромные локации, геймплей и реалистичную физическую модель, но минусами назвал качество некоторых текстур, а также долгие и частые загрузки. Высоко Smuggler’s Run оценил обозреватель GamePro под псевдонимом Humantornado, похвалив сбалансированную физическую модель, саундтрек и «крутую» графику, а также заметив, что игра является «отличной альтернативой для геймеров, которые чувствуют себя в тесноте, разъезжая по трассам».
Портированная версия для Game Boy Advance была крайне негативно оценена критиками; на сайтах GameRankings и Metacritic средний рейтинг игры составляет соответственно 38,75 % и 41/100. К недостаткам был отнесён утомительный геймплей, технические недоработки и ограниченный функционал, по сравнению с оригиналом. Обозреватель GameSpot, Фрэнк Прово, заявил, что Smuggler’s Run на GBA — «это просто бледное подражание отличной консольной игре»; несмотря на приемлемый звук и полностью трёхмерные модели машин и локаций, миссии были названы очень скучными и утомительными, а технические недостатки вроде крайне малой дальности прорисовки и детализации графики только усугубляют ситуацию. Журналист Nintendo Power заметил, что «обескураживающая навигационная система осложняет поиск контрольных точек». «У новинки Smuggler’s Run просто не хватит октана» — заключила редакция Play. Схожее мнение оставил Скотт Алан Марриотт (AllGame), который отметил, что главные недостатки игры на GBA — это крайне скучные, повторяющиеся миссии и такое большое расстояние между контрольными точками, что «вы начинаете подсчитывать пиксели и сколько раз объекты „появляются“ в поле зрения».

### Влияние
Благодаря успеху игры, Rockstar Games выпустили в 2001 году сиквел — Smuggler’s Run 2: Hostile Territory; продолжение заимствует основы предшественника, однако в нём были улучшены геймплей, визуальная составляющая и добавлены новые виды заездов. В 2002 году состоялся выход третьей и последней части серии — Smuggler’s Run: Warzones для консоли GameCube, в которой использованы весь контент и особенности предыдущих частей и внесены улучшения в игровую механику и графику.
В августе 2017 года для другого проекта компании Rockstar Games — Grand Theft Auto Online — было выпущено расширение, добавляющее новый контент и задания контрабандистской деятельности и названное в честь игры — Smuggler’s Run.